# Heinrich Osel

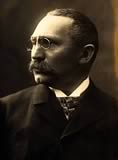
Heinrich Osel, bayerischer Landtagsabgeordneter

Heinrich Osel (* 10. Mai 1863 in Hallstadt; † 21. Februar 1919 in München) war ein deutscher Zollinspektor und bayerischer Politiker des Zentrums bzw. der Bayerischen Volkspartei (BVP). Er kam 1919 bei einer Schießerei im bayerischen Landtag ums Leben.

## Leben
Nach dem Abschluss der Realschule in Bamberg besuchte Osel die Industrieschule und die Technische Hochschule in München. 1883 trat er in den Zolldienst ein. Er arbeitete als Wirtschaftsjournalist für verschiedene Tages- und Wochenzeitungen und veröffentlichte eine Reihe von Fachpublikationen zum Zollwesen und zu Fragen der bayerischen Wirtschaft.
Er war 1897 Mitbegründer und dann Erster Schriftführer des oberbayerischen Christlichen Bauernvereins, einer konservativen, im Katholizismus verankerten und der Zentrumspartei nahestehenden Gruppierung kleiner und mittlerer Landwirte, die in Konkurrenz zum liberaleren Bayerischen Bauernbund stand, und sich ein Jahr nach ihrer Gründung mit ihren Schwesterorganisationen aus den anderen Regierungsbezirken im Bayerischen Christlichen Bauernverein landesweite organisierte. 1904 wurde Osel Zweiter Direktor der Zentralgenossenschaft des Bauernvereins, die neben ihrer Funktion als Kreditgeber und Handelsgenossenschaft auch als Trägerin von Waisenhäusern, Kliniken und Bildungseinrichtungen auftrat.
Von 1903 bis 1907 war Osel Abgeordneter im deutschen Reichstag für die Zentrumspartei. Er vertrat den Wahlkreis Oberfranken 4 (Kronach).
Parallel zu seinem Reichstagsmandat war er, was damals nicht unüblich war, ab 1905 auch Abgeordneter im bayerischen Landesparlament, der Kammer der Abgeordneten, wo er den Wahlkreis Kronach vertrat. Seine fachpolitischen Schwerpunkte waren hier die Finanz- und Wirtschaftspolitik. Der Abgeordnetenkammer gehörte er drei Legislaturperioden bis zum Ende des Königreichs Bayern 1918 an.
Nach dem Ende der Monarchie gründete er im November 1918 zusammen mit anderen Zentrumspolitikern aus dem Umkreis des Christlichen Bauernvereins die Bayerische Volkspartei. Bei der Wahl vom 12. Januar 1919 wurde er für diese im Stimmkreis Kronach/Neila in den ersten Landtag des Freistaates gewählt.
Im Verlauf der konstituierenden Sitzung des neugewählten Landtages am 21. Februar 1919 verübte das Mitglied des Revolutionären Arbeiterrats Alois Lindner nach dem Bekanntwerden der Ermordung Kurt Eisners ein Attentat auf den sozialdemokratischen Innenminister Erhard Auer. Während Lindner sich seinen Fluchtweg freischoss und dabei den im Plenarsaal anwesenden Ministerialreferenten Paul Ritter von Jahreiß tötete, feuerte ein Unbekannter von der Landtagstribüne in das Plenum. Osel wurde tödlich getroffen. Es wird davon ausgegangen, dass er ein Zufallsopfer war. Er wurde auf dem Friedhof Pasing beigesetzt.
Heinrich Osel war Vater des Bildhauers Hans Osel. In München-Pasing ist die Oselstraße nach ihm benannt.